# Rita Rani Ahuja
Rita Rani Ahuja es una actriz y productora asiática-americana. Es conocida por haber dirigido Bombay Skies y dar la voz a Alexandrite on la serie de televisión de Cartoon Network, Steven Universe.

## Filmografía
| Película     | Película           | Película              | Película                                |
| Año          | Película           | Papel                 | Notas                                   |
| ------------ | ------------------ | --------------------- | --------------------------------------- |
| 2003         | Trade Offs         | Neha                  |                                         |
| 2003         | American Addiction | Varsha                |                                         |
| 2005         | Behind the Curtain | Ms. Kubelick          |                                         |
| 2005         | Wedding Crashers   | Indian Bridesmaid     |                                         |
| 2006         | Bombay Skies       | Anjali                |                                         |
| 2010         | Peep World         | Doctor                |                                         |
| 2015         | The Way We Weren't | Dr. Sahni             |                                         |
| Televisión   |                    |                       |                                         |
| Año          | Título             | Papel                 | Notas                                   |
| 2006         | The Path to 9/11   | Voz adicional         |                                         |
| 2006         | Sleeper Cell       | Adoradora femenina #1 |                                         |
| 2014–present | Steven Universe    | Alexandrite (voz)     | Fusion Cuisine, Super Watermelon Island |

## Premios y nominaciones
El corto de Ahuja Bombay Skies ganó numerosos premios, incluyendo mejor cortometraje en el Festival de Cine La Femme de Los Ángeles en 2008. También ganó en 2003 el Images Award en el festival de cine Filmi en Toronto, Canadá por su trabajo como actriz en la película Trade Offs.